# Кашина Боско Гросо-Сартичо (Варезе)
Кашина Боско Гросо-Сартичо је насеље у Италији у округу Варезе, региону Ломбардија.
Према процени из 2011. у насељу је живело 71 становника. Насеље се налази на надморској висини од 309 м.